# Kyril Bonfiglioli
Kyril Emanuel George Bonfiglioli (* 29. Mai 1928 in Eastbourne, England; † 3. März 1985 in Jersey) war ein englischer Kunsthändler und Schriftsteller.

## Leben
Kyril Bonfigliolis Mutter war Engländerin, sein Vater ein Antiquar italo-slowenischer Herkunft. Kyril Bonfiglioli studierte in Oxford. Nach fünf Jahren Armeedienst begann er, als Kunsthändler zu arbeiten und baute sich mit diesem Gewerbe eine Existenz auf. Von 1964 bis 1966 war er Herausgeber der Zeitschrift Science Fantasy, 1966 auch Herausgeber einiger Ausgaben des Nachfolgemagazins Impulse, in der ersten Nummer versammelte er dort Autoren wie Brian Aldiss, J. G. Ballard oder Keith Roberts.
Er lebte in Lancashire, in Irland und zuletzt in Jersey. Bonfiglioli war dreimal verheiratet: Seine erste Frau starb kurz nach der Geburt des zweiten Kindes, die zweite Ehe mit Margaret Bonfiglioli wurde 1969 geschieden, und zum Zeitpunkt von Bonfigliolis Romandebüt Don’t Point That Thing At Me war auch die dritte Ehe beendet.
Es heißt, Bonfigliolis Figur Charlie Mortdecai, von Beruf Kunsthändler wie ihr Schöpfer,  sei stark autobiografisch grundiert. Sein erster Roman enthält allerdings den Disclaimer: "This is not an autobiographical novel. It is about some other portly, dissolute, immoral and middle-aged art dealer." Bonfigliolis Schreibstil wurde bezeichnet als "Amalgam" von P. G. Wodehouse, Ronald Firbank, Raymond Chandler und Ernest William "Raffles" Hornung, "mit ureigener Psychopathologie".

## Werke
Die Mortdecai-Romane waren lange Zeit vergriffen. 2014 brachte Penguin Books Neuausgaben mit Titelbildern von Luke Pearson heraus.
- Don’t Point That Thing At Me. Weidenfels and Nicolson, 1972. Neuausgabe: Penguin, 2014, ISBN 9780241970256. Ins Deutsche übersetzt von Dorothee Suttkus: Nimm das Ding da weg, Piper, 1992, ISBN 9783492155830 und 2015, ISBN 978-3-492-97187-4
- Something Nasty In The Woodshed. Macmillan, 1976. Neuausgabe: Penguin, 2014, ISBN 9780241970270. Ins Deutsche übersetzt von Dorothee Suttkus: Die Damen und das Ungeheuer, Piper, 1991, ISBN 9783492155823 und 2017, ISBN 978-3-492-96598-9
- After You With The Pistol. Secker & Warburg, 1979. Neuausgabe: Penguin, ISBN 9780241970317
- All the Tea in China. Secker & Warburg, 1978. Neuausgabe: Penguin, 2014, ISBN 9780241971765

### Posthum
- The Great Mortdecai Moustache Mystery. Von Craig Brown vollendet, Black Spring Press, 1999, Neuausgabe: Penguin, 2014, ISBN 9780241970294. Ins Deutsche übersetzt von Steffen Jacobs: Charlie Mortdecai in Das große Schnurrbart-Geheimnis. Roman. Gerd Haffmans bei Zweitausendeins, 2003, ISBN 9783861505099
- Margaret Bonfiglioli (Hg.): The Mortdecai ABC. Penguin/Viking, London, 2001, ISBN  9780670910847

## Protagonisten
Außer bei All the Tea in China ist der Antiheld Charlie Mortdecai Erzähler und Protagonist aller Romane Bonfigliolis. Charlie ist ein Dandy, ein gerissener und snobistischer Kunsthändler mit höchst unmoralischem Charakter. Sein Gehilfe Jock, ein Ganove, erledigt die unfeineren Aufgaben, die anfallen, wenn man im Kunstgewerbe erfolgreich sein und gleichzeitig am Leben bleiben will. Auf jeden Fall aber ist Charlie, der voller Vorurteile und abstruser Theorien ist, unterhaltsam.
Bonfigliolis Bücher sind aus mehreren Gründen untypische Kriminalromane. Zum einen ist das völlige Fehlen von Moral bei den Hauptpersonen untypisch für das Genre, außerdem ist die Handlung äußerst konfus und verwickelt.
Vor allem aber sind die Bücher Bonfigliolis voller Witz.
Auch Karli van Cleef, der Protagonist im Reiseroman All the Tea in China, der ebenfalls mit Kunstwerken handelt und sich zudem im Opiumschmuggel in China betätigt, ist Charlie Mortdecai charakterlich sehr ähnlich. Er ist der realen Person George Duveen, einem berühmten holländischen Kunsthändler, nachempfunden.

## Verfilmung
- Mortdecai / dt.: Mortdecai – Der Teilzeitgauner (USA 2015, Regie: David Koepp)